# لولچه عرضی
لولچه عرضی (به انگلیسی: transverse tubules)، امتداد غشای سلولی به درون سلول‌های عضلانی و حول تارچه‌ها می‌باشد.

## کارکرد
غشاهای لولچه‌های عرضی، تراکم زیادی از کانال‌های یونی، ناقل‌ها و پمپ‌ها دارند، پس انتقال  پتانسیل عمل به سلول را تسریع می‌کنند.

### قلب
لولچه‌های عرضی نقش مهمی نیز در تنظیم غلظت کلسیم سلولی دارند.
لولچه‌های عرضی از طریق این مکانیسم‌ها، به سلول‌های ماهیچه قلب اجازه می‌دهند تا با همگام‌سازی آزادسازی کلسیم از شبکه سارکوپلاسمی در سراسر سلول، با شدت بیشتری منقبض شوند. ساختار و عملکرد لولچه‌های عرضی ضربان به ضربان تحت تأثیر انقباض قلب، و همچنین بیماری‌ها قرار می‌گیرند که به‌طور بالقوه به نارسایی قلبی و آریتمی کمک می‌کنند. اگرچه این ساختارها برای اولین بار در سال ۱۸۹۷ مشاهده شدند، تحقیقات در مورد شناخت لولچه‌های عرضی ادامه دارند.